# اپرای ملی لتونی
اپرای ملی لتونی (انگلیسی: Latvian National Opera) تالار اپرا شهر ریگا، لتونی است که مخصوص اجرای اپرا و باله می‌باشد. این اپرا که در سال ۱۸۶۳ میلادی ساخته شده دارای دو سالن با ظرفیت‌های ۹۴۶ و ۱۰۰ نفر است.

## نگارخانه

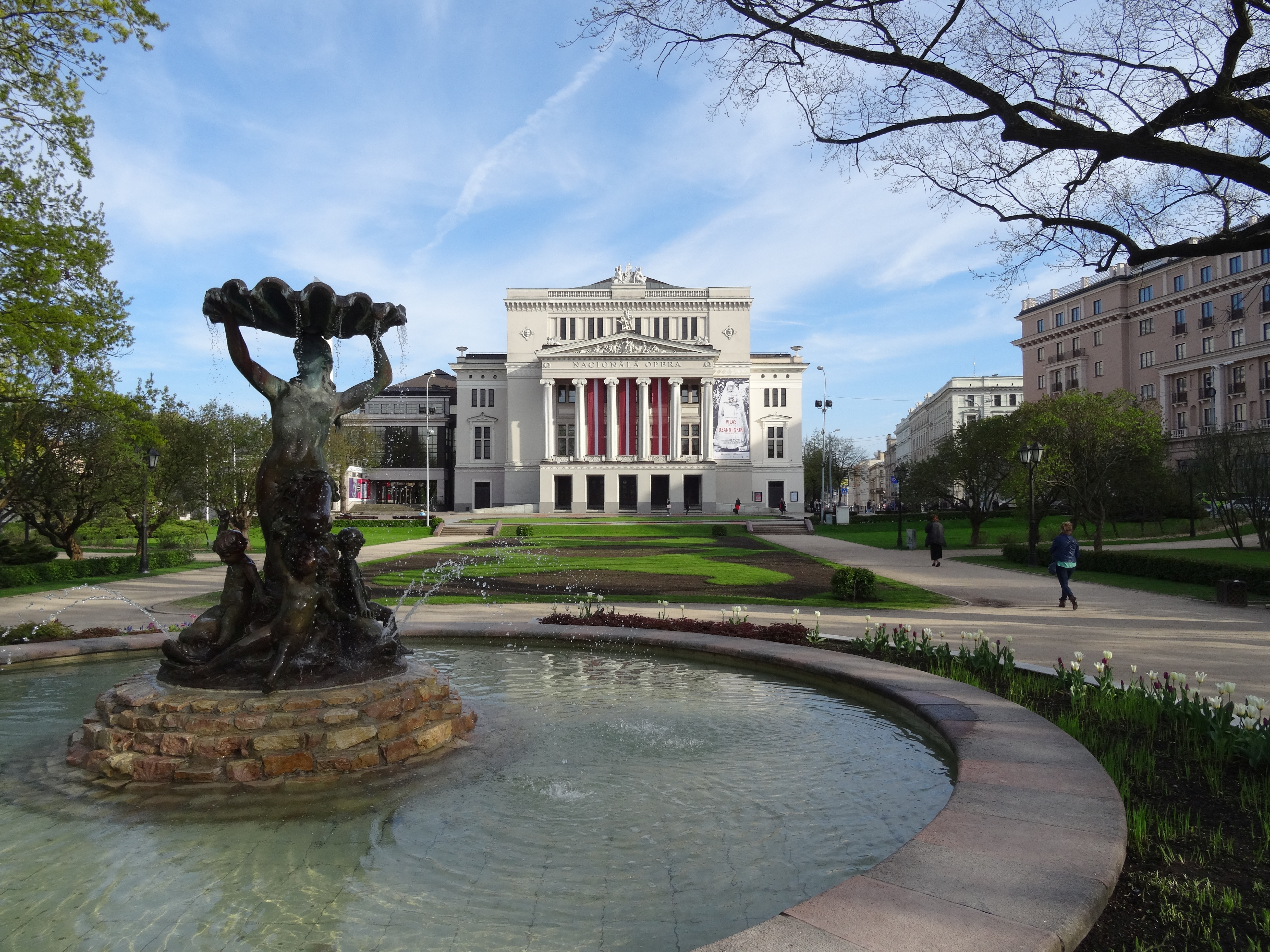
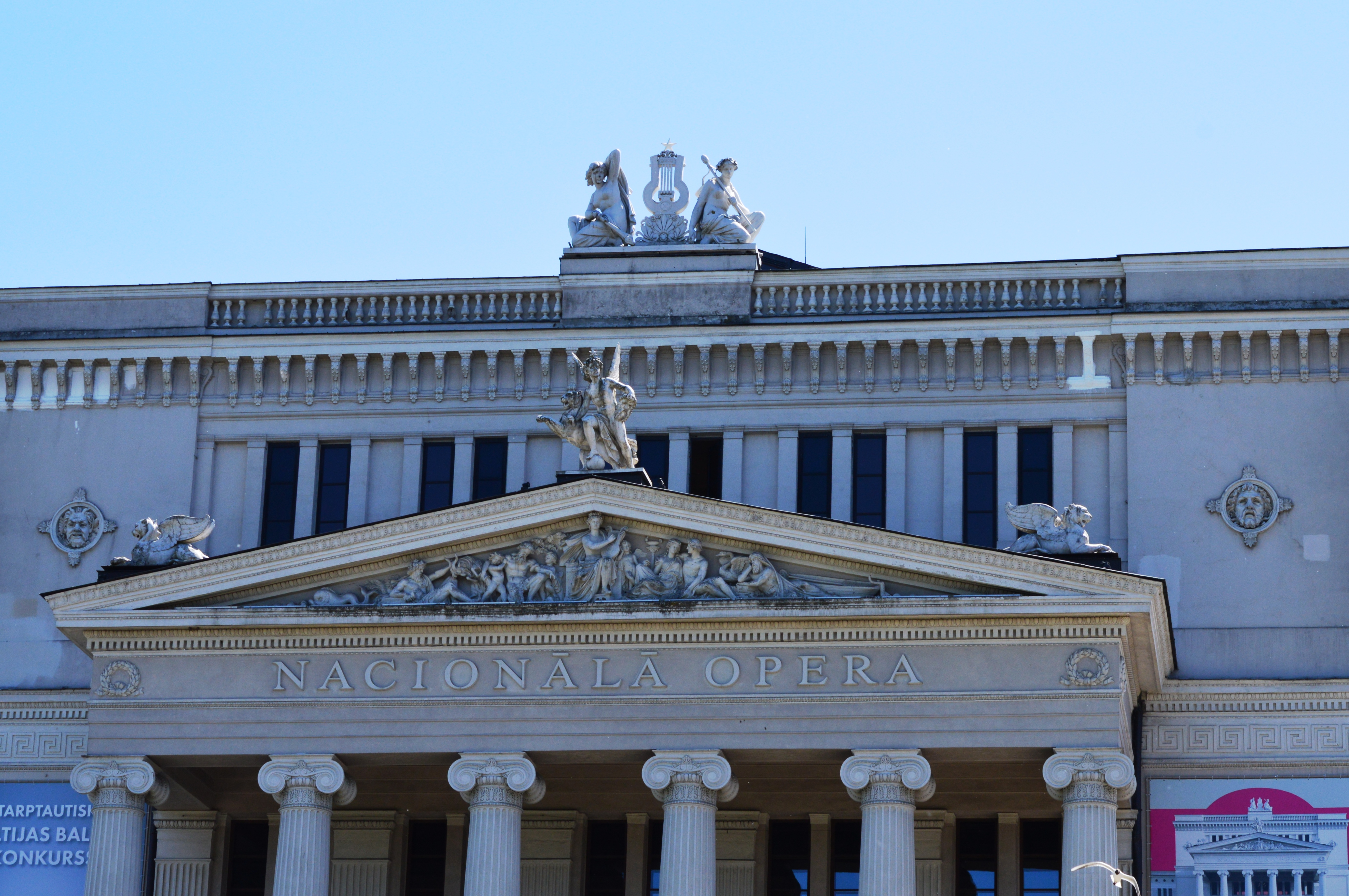
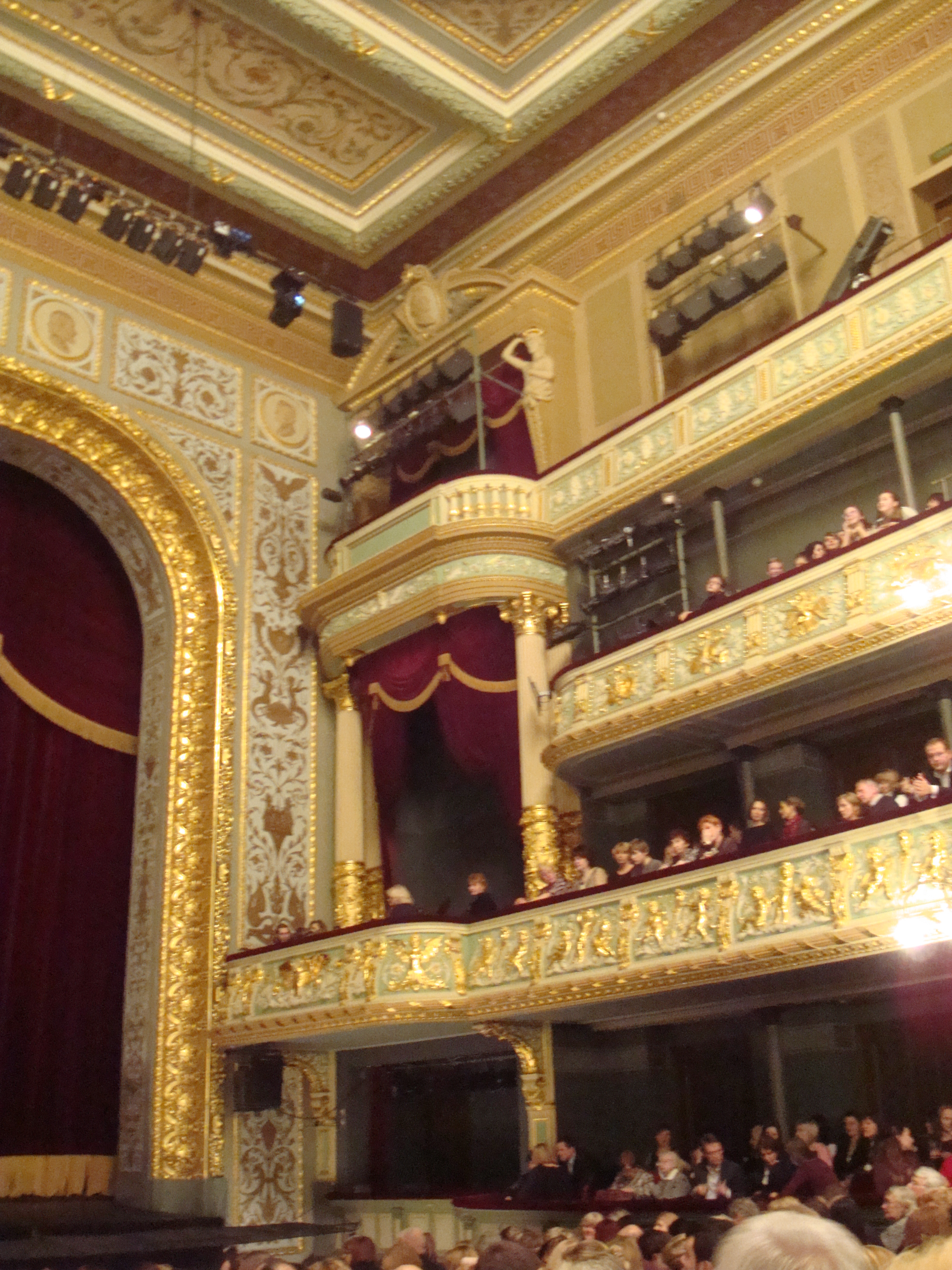
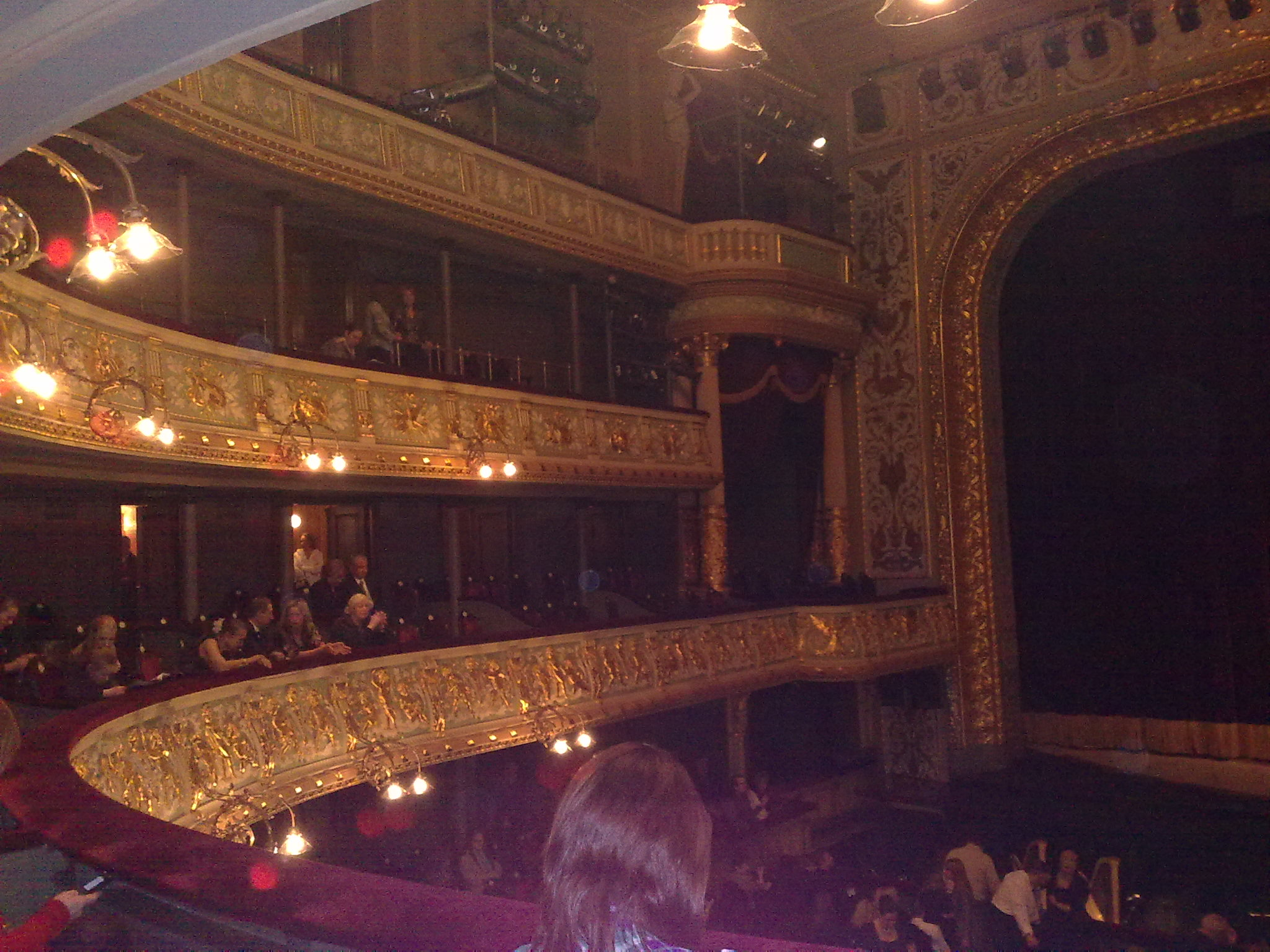